# NGC 5006
NGC 5006 (również PGC 45806) – galaktyka soczewkowata (SB0), znajdująca się w gwiazdozbiorze Panny. Odkrył ją Wilhelm Tempel 31 marca 1881 roku.